# Julien Faussurier
Julien Faussurier (Lyon, 14 de enero de 1987) es un futbolista francés. Juega en la posición de defensor o centrocampista y desde 2024 milita en el Saint-Colomban de Locminé del Championnat National 2 de Francia.

## Trayectoria
Julien Faussurier nació el 14 de enero de 1987 en la ciudad de Lyon. Se formó en las categorías inferiores del Olympique de Lyon, club al que se unió a los diez años, y fue parte de la llamada «Generación 87», junto con futbolistas como Karim Benzema, Loïc Rémy, Anthony Mounier o Hatem Ben Arfa. En 2006, llegaron a la final de la Copa Gambardella.
En 2008, Faussurier debutó como profesional en el Troyes A. C., donde permaneció por cinco temporadas. Su primer gol en la Ligue 1 lo anotó el 22 de septiembre de 2012 en el Stade Auguste Bonal. En junio de 2013, firmó por cuatro años con el F. C. Sochaux. En la temporada 2015-16, su equipo llegó hasta las semifinales de la Copa de Francia, pero perdió por 1:0 ante el Olympique de Marsella. En julio de 2016, cuando aún le quedaba un año de contrato con el F. C. Sochaux, se unió por dos temporadas al Stade Brestois 29 de la segunda división de Francia. En este equipo estuvo seis años antes de volver a Sochaux. Esta segunda etapa en el club duró una temporada y en agosto de 2023 fichó por la U. S. Concarneau. Al año siguiente fichó por el Saint-Colomban de Locminé.

## Estadísticas
La siguiente tabla detalla los encuentros disputados y los goles marcados por Faussurier en los clubes en los que ha militado.
| Club | Div.                | Temporada           | Liga  | Liga  | Liga   | Copas nacionales(1) | Copas nacionales(1) | Copas nacionales(1) | Torneos internacionales | Torneos internacionales | Torneos internacionales | Total(2) | Total(2) | Total(2) |
| Club | Div.                | Temporada           | Part. | Goles | Asist. | Part.               | Goles               | Asist.              | Part.                   | Goles                   | Asist.                  | Part.    | Goles    | Asist.   |
| --- | ------------------- | ------------------- | ----- | ----- | ------ | ------------------- | ------------------- | ------------------- | ----------------------- | ----------------------- | ----------------------- | -------- | -------- | -------- |
| Troyes A. C. Francia                                                                                             | 2.ª                 | 2008-09             | 35    | 0     | 4      | 6                   | 0                   | 0                   | 0                       | 0                       | 0                       | 41       | 0        | 4        |
| Troyes A. C. Francia                                                                                             | 3.ª                 | 2009-10             | 38    | 5     | 0      | 4                   | 1                   | 0                   | 0                       | 0                       | 0                       | 42       | 6        | 0        |
| Troyes A. C. Francia                                                                                             | 2.ª                 | 2010-11             | 37    | 3     | 1      | 4                   | 0                   | 0                   | 0                       | 0                       | 0                       | 41       | 3        | 1        |
| Troyes A. C. Francia                                                                                             | 2.ª                 | 2011-12             | 35    | 2     | 8      | 4                   | 0                   | 0                   | 0                       | 0                       | 0                       | 39       | 3        | 8        |
| Troyes A. C. Francia                                                                                             | 1.ª                 | 2012-13             | 28    | 3     | 3      | 5                   | 2                   | 0                   | 0                       | 0                       | 0                       | 33       | 5        | 3        |
| Troyes A. C. Francia                                                                                             | Total               | Total               | 173   | 13    | 16     | 23                  | 3                   | 0                   | 0                       | 0                       | 0                       | 196      | 16       | 16       |
| F. C. Sochaux Francia                                                                                            | 1.ª                 | 2013-14             | 37    | 0     | 3      | 3                   | 0                   | 0                   | 0                       | 0                       | 0                       | 40       | 0        | 3        |
| F. C. Sochaux Francia                                                                                            | 2.ª                 | 2014-15             | 36    | 0     | 5      | 2                   | 1                   | 0                   | 0                       | 0                       | 0                       | 38       | 1        | 5        |
| F. C. Sochaux Francia                                                                                            | 2.ª                 | 2015-16             | 35    | 0     | 2      | 9                   | 0                   | 0                   | 0                       | 0                       | 0                       | 44       | 0        | 2        |
| F. C. Sochaux Francia                                                                                            | Total               | Total               | 108   | 0     | 10     | 14                  | 1                   | 0                   | 0                       | 0                       | 0                       | 122      | 1        | 10       |
| Stade Brestois 29 Francia                                                                                        | 2.ª                 | 2016-17             | 38    | 3     | 4      | 3                   | 0                   | 0                   | 0                       | 0                       | 0                       | 41       | 3        | 4        |
| Stade Brestois 29 Francia                                                                                        | 2.ª                 | 2017-18             | 37    | 8     | 13     | 3                   | 0                   | 0                   | 0                       | 0                       | 0                       | 40       | 8        | 13       |
| Stade Brestois 29 Francia                                                                                        | 2.ª                 | 2018-19             | 5     | 1     | 0      | 0                   | 0                   | 0                   | 0                       | 0                       | 0                       | 5        | 1        | 0        |
| Stade Brestois 29 Francia                                                                                        | Total               | Total               | 80    | 12    | 17     | 6                   | 0                   | 0                   | 0                       | 0                       | 0                       | 86       | 12       | 17       |
| Total en su carrera                                                                                              | Total en su carrera | Total en su carrera | 361   | 25    | 43     | 43                  | 4                   | 0                   | 0                       | 0                       | 0                       | 404      | 29       | 43       |
| (1) Incluye datos de la Copa de Francia y Copa de la Liga de Francia (2) No incluye goles en partidos amistosos. |                     |                     |       |       |        |                     |                     |                     |                         |                         |                         |          |          |          |